# Zygoclistron trachystictum
Zygoclistron trachystictum är en insektsart som beskrevs av Rehn, J.A.G. 1905. Zygoclistron trachystictum ingår i släktet Zygoclistron och familjen gräshoppor. Inga underarter finns listade i Catalogue of Life.